# Selección juvenil de rugby de China Taipéi
La selección juvenil de rugby de China Taipéi, también conocida como Taiwán, es el equipo de ese deporte representativo de la República de China.

## Reseña
La selección de Taiwán está regulada por la Chinese Taipei RFU. El primer torneo mundial que participó fue en una edición del Mundial B que organizaba FIRA en categoría M19, el campeonato se celebró en Yugoslavia en 1988 y en esa oportunidad conquistó el título. Todavía no ha clasificado a ninguna edición del Trofeo Mundial que organiza World Rugby.
También compite en torneos asiáticos. Desde 2013 disputa anualmente el torneo de la primera división asiática para jugadores de hasta 19 años, denominándose a la selección, Taiwán M19 o Taiwan U19.

## Palmarés
- Mundial M19 División B (2): 1988, 1990

## Participación en copas
| - Francia 1991: 8º puesto - España 1992: 12º puesto (último) - Francia 1993: 12º puesto (último) - Francia 1994: 11º puesto - Italia 1996: 12º puesto (último) - Yugoslavia 1988: Campeón - Portugal 1989: 4º puesto - Italia 1990: Campeón - Rumania 1995: 2º puesto - Chile 1997: 8º puesto (último) - Italia 2002: 11º puesto - EAU 2006: 10º puesto - Irlanda 2007: 11º puesto - Francia 1998: 2º puesto - Gales 1999: 3º puesto | - no ha clasificado - Asian Rugby Junior 2 2011: 2º puesto - Asian Rugby Junior 2 2012: Campeón - Asia Rugby U19 2013: 4º puesto - Asia Rugby U19 2014: 3º puesto - Asia Rugby U19 2015: 3º puesto - Asia Rugby U19 2016: 2º puesto - Asia Rugby U19 2017: no participó - Asia Rugby U19 2018: 3º puesto - Asia Rugby U19 2019: 3º puesto - Asia Rugby U19 2020: cancelado - Asia Rugby U19 2022: 2º puesto - Asia Rugby U19 2023: 3º puesto |